# Gornji Uljanik
Gornji Uljanik est un village appartenant à la municipalité de Garešnica et située dans le comitat de Bjelovar-Bilogora en Croatie. En 2021, le village compte 85 habitants.